# 鉄矢と熊のひたすら日曜日
『鉄矢と熊のひたすら日曜日』（てつやとくまのひたすらにちようび）は、1984年4月1日から同年9月30日まで日本テレビ系列局で放送されていた日本テレビ製作のバラエティ番組である。放送時間は毎週日曜 11:00 - 11:45 （日本標準時）。

## 概要
武田鉄矢、レオナルド熊、石倉三郎（コント・レオナルド）の3人がレギュラー出演していた日曜昼のバラエティ番組。アシスタントで女性2人組タレントの「りぼん」（はるみ、きよみ）が出演していた。
番組はコントコーナー、歌のコーナー、ゲストを招いてのトークコーナーなどで構成されていた。第一回目のゲストには萩本欽一が登場して華を添えている。

## スタッフ
データは放送ライブラリー program番号:123504からの参考。
- ナレーション：根岸雄一
- 構成：井上頌一、八田辰夫、宮沢昭夫
- 音楽：高見弘
- 絵：谷内六郎
- 技術：菊田英雄
- カメラ：近藤弘志
- 照明：松本修一
- 音声：斉藤博之
- 調整：大和田謙一
- VTR：石川修一
- 音響効果：半藤徹
- 編集：星野正則
- デザイン：根本研二
- 美術進行：御所文子
- プロデューサー補：角田昇
- 演出：上村達也
- プロデューサー：藤原千晶、隅田宣
- 技術協力：東通、ティ・エル・シー
- 制作協力：スーパープロデュース

## ネット局
特記の有るもの以外の放送時間は全て、日曜 11:00 - 11:45、同時ネット
- 日本テレビ（制作局）
- 札幌テレビ[2]
- 青森放送[3]
- テレビ岩手[3]
- 秋田放送[4]
- 山形放送[5]
- ミヤギテレビ[6]
- 福島中央テレビ[6]
- テレビ新潟[7]
- 北日本放送[8]
- 福井放送[8]
- テレビ信州：日曜 13:15 - 14:00[9]
- 山梨放送[10]
- 静岡第一テレビ[10]
- 中京テレビ[11]
- よみうりテレビ[12]
- 日本海テレビ[13]
- 西日本放送[14]
- 広島テレビ[14]
- 山口放送[15]
- 四国放送[16]
- 南海放送[15]
- 高知放送[15]
- 福岡放送[17]
- テレビ長崎[17]
- 熊本県民テレビ[17]
- テレビ大分：[15]
- テレビ宮崎[18]
- 鹿児島テレビ[18]
- 沖縄テレビ[19]